# Ludlow (Kentucky)
Ludlow es una ciudad ubicada en el condado de Kenton en el estado estadounidense de Kentucky. En el Censo de 2010 tenía una población de 4407 habitantes y una densidad poblacional de 1.384,5 personas por km².

## Geografía
Ludlow se encuentra ubicada en las coordenadas 39°5′23″N 84°32′53″O / 39.08972, -84.54806. Según la Oficina del Censo de los Estados Unidos, Ludlow tiene una superficie total de 3.18 km², de la cual 2.25 km² corresponden a tierra firme y (29.21%) 0.93 km² es agua.

## Demografía
Según el censo de 2010, había 4407 personas residiendo en Ludlow. La densidad de población era de 1.384,5 hab./km². De los 4407 habitantes, Ludlow estaba compuesto por el 97.32% blancos, el 1.02% eran afroamericanos, el 0.16% eran amerindios, el 0.18% eran asiáticos, el 0% eran isleños del Pacífico, el 0.25% eran de otras razas y el 1.07% pertenecían a dos o más razas. Del total de la población el 1.79% eran hispanos o latinos de cualquier raza.